# Boson vecteur
En physique des particules, un boson vecteur est un boson de spin égal à 1. Les bosons vecteurs considérés comme particules élémentaires dans le modèle standard sont les bosons de jauge, porteurs de force des interactions fondamentales : le photon de l'électromagnétisme, les bosons W et Z de l'interaction faible et les gluons de l'interaction forte. Certaines particules composites sont des bosons vecteurs, par exemple n'importe quel méson vecteur (quark et antiquark). Au cours des années 1970 et 1980, les bosons vecteurs intermédiaires (des bosons vecteurs de masse « intermédiaire », c'est-à-dire de masse entre les deux masses des mésons vecteurs) ont fait l'objet de beaucoup d'attention en physique des particules. 

## Les bosons vecteurs et les Higgs

Diagramme de Feynman de la fusion de deux bosons vecteurs électrofaibles en un boson scalaire de Higgs, qui est un processus important de la génération de bosons de Higgs aux accélérateurs de particules.
(Le symbole q signifie une particule de quark, W et Z sont les bosons vecteurs de l'interaction électrofaible. H0 est le boson de Higgs.)

Les particules Z et W interagissent avec le boson de Higgs comme le montre le diagramme de Feynman .

## Explication
Le nom boson vecteur provient de la théorie quantique des champs. La composante du spin d'une telle particule le long de n'importe quel axe a les trois valeurs propres -ħ, 0 et +ħ (où ħ est la constante de Planck réduite), ce qui signifie que toute mesure de son spin ne peut donner qu'une seule de ces valeurs (ceci est, au moins, vrai pour les bosons vecteurs massifs ; la situation est un peu différente pour les particules sans masse telles que le photon, pour des raisons qui dépassent le cadre de cet article, voir la classification de Wigner ). L'espace des états de spin est donc un degré de liberté discret composé de trois états, le même que le nombre de composantes d'un vecteur dans l'espace tridimensionnel. Les superpositions quantiques de ces états peuvent être prises de telle sorte qu'elles se transforment en rotation, tout comme les composantes spatiales d'un vecteur en rotation [réf. nécessaire] {la soi-disant représentation du groupe SU (2)}. Si le boson vecteur est considéré comme le quantum d'un champ, le champ est un champ vectoriel, d'où le nom. 

## Voir également
- Méson pseudovecteur

## Remarques
1. ↑  « Confirmed! Newfound Particle Is a Higgs Boson »
2. ↑  Robert Weingard, « Some Comments Regarding Spin and Relativity »